# Sariola (groupe)
Sariola est un groupe de heavy metal allemand, originaire de Duisbourg, dans le Land de Rhénanie-du-Nord-Westphalie. Leur style musical se caractérise par des éléments de black metal, dark metal et metal gothique à voix féminine.

## Biographie
Sariola est formé en 2005 par E.Konny et Anagnorisis. E.Konny est un ancien membre du groupe de black metal Divina Nocturna / Spectra Selene (1997–2004). Peu de temps après, Silenia Tyrvenis se joint à Sariola.
Le groupe commence immédiatement les enregistrements de leur premier album studio, Sphere of Thousand Sunsets. Pour des raisons personnelles, Tyrvenis quitte le groupe. Après plusieurs changements, la formation définitive devient Loreley Von Rhein au chant, Leandra Ophelia Dax au clavier, Anagnorisis à la guitare solo, Morbid à la batterie, et Sturm à la guitare. Après plusieurs concerts et festivals en plein air aux côtés de groupes comme [:SITD:], Ensiferum, Psyche, Pro-Pain, Imperia, Hail of Bullets, Sariola joue en Europe. En mai 2009, Sariola publie un EP intitulé Deathfrozen Silence qui contient une première version de quatre chansons issues de l'album From the Dismal Sariola. Le mélange musical de l'EP améliore les éléments utilisés par le groupe, et est félicité par la presse spécialisée,,.
Sous demande, Sariola termine la réédition de son premier album, Sphere of Thousand Sunsets, avec une nouvelle formation, sans utiliser d'anciennes chansons. L'album est publié à l'échelle internationale en mai 2012. Sariola prévoit ensuite un nouvel album courant l'hiver 2012 ou 2013. Après un nouveau changement de formation, Sariola produit sa toute première vidéo de la chanson From the Dismal Sariola. L'EP From the Dismal Sariola est publié en septembre 2014 au label allemand 7HARD,. Le groupe joue ensuite en Europe avec Blitzkrieg. En 2015, le groupe publie son album éponyme.

## Membres

### Membres actuels
- Eugene « Anagnorisis » Getman – guitare (tous les instruments en studio)[6]
- Morgan Le Faye – clavier (depuis 2007)[6]
- Loreley von Rhein – chant (depuis 2008)[6]
- Leandra Ophelia Dax – clavier (depuis 2014)[6]

### Anciens membres
- E.Konny – guitare (2005-2013)[6]
- Silenia Tyrvenis – chant (2005-2007)[6]
- Sergey « Morbid » Polyanin – batterie (2006-2009)[6]
- Ablaz – basse (2006-2010)[6]
- Kira – chant (2007)[6]
- Alisa – chant (2007)[6]
- Farrokh – batterie (2009-2011)[6]

## Discographie
- 2006 : Sphere of Thousand Sunsets (album studio)
- 2008 : Live in Ratingen  (album live)
- 2008 : From The Dismal Sariola (single)
- 2009 : Deathfrozen Silence (démo)
- 2014 : From the Dismal Sariola (EP)
- 2015 : Sariola (album studio)